# Бугаёвка (Изюмский район)
Бугаёвка (укр. Бугаївка) — село в Изюмском районе Харьковской области Украины.
Являлось административным центром Бугаёвского сельского совета, в который, кроме того, входили сёла Попасное, Россоховатое, Сухой Яр и Чернобаевка.

## Географическое положение
Село Бугаёвка находится у истоков реки Мокрый Изюмец. Ниже по течению на расстоянии в 3 км расположено село Боголю́бовка.
Река в этом месте пересыхает, на ней несколько запруд.

## Население
Население по переписи 2001 года составляло 1245 человек.

## История
Основано в 1728 году.
В 1923 году в УССР прошла административно-территориальная реформа с упразднением уездов и созданием районов. В 1920-х годах была центром небольшого Бугаёвского района Изюмского округа Харьковской губернии УССР, который затем был упразднён и присоединён к Изюмскому району.

## Экономика
- При СССР в селе были молочно-товарная, птице-товарная и овце-товарная фермы, машинно-тракторные мастерские.
- ООО «Восток», сельскохозяйственный кооператив (председатель — Ровчак, Андрей Яковлевич — Герой Украины).
- «Аграрник», СП.

## Объекты социальной сферы
- Учебно-воспитательный комплекс (школа и детский сад)
- Клуб
- Больница

## Достопримечательности
- Братская могила советских воинов

## Религия
- Церковь Ахтырской Иконы Божией Матери[7].